# Lista över avsnitt av 2 1/2 män
Detta är en avsnittslista för den amerikanska TV-serien 2 1/2 män.

## Säsongerna
| Säsong | Säsong | Avsnitt | Säsongsstart      | Säsongssavslutning | Utgivningsdatum på DVD | Utgivningsdatum på DVD | Utgivningsdatum på DVD |
| Säsong | Säsong | Avsnitt | Säsongsstart      | Säsongssavslutning | Region 1               | Region 2               | Region 3               |
| ------ | ------ | ------- | ----------------- | ------------------ | ---------------------- | ---------------------- | ---------------------- |
|        | 1      | 24      | 22 september 2003 | 24 maj 2004        | 11 september 2007      | 12 september 2007      | 16 februari 2006       |
|        | 2      | 24      | 20 september 2004 | 23 maj 2005        | 6 januari 2008         | 28 augusti 2006        | 6 september 2006       |
|        | 3      | 24      | 19 september 2005 | 22 maj 2006        | 13 maj 2008            | 19 maj 2008            | 23 juli 2008           |
|        | 4      | 24      | 18 september 2006 | 14 maj 2007        | 23 september 2008      | 6 oktober 2008         | 1 oktober 2008         |
|        | 5      | 19      | 24 september 2007 | 19 maj 2008        | 12 maj 2009            | 13 april 2009          | 1 juli 2009            |
|        | 6      | 24      | 22 september 2008 | 18 maj 2009        | 1 september 2009       | 5 oktober 2009         | 3 mars 2010            |
|        | 7      | 22      | 21 september 2009 | 24 maj 2010        | 21 september 2010      | 21 september 2010      | 13 oktober 2010        |
|        | 8      | 16      | 20 september 2010 | 14 februari 2011   | 6 september 2011       |                        |                        |
|        | 9      | 24      | 19 september 2011 |                    |                        |                        |                        |
|        | 10     | 23      | 27 september 2012 |                    |                        |                        |                        |
|        | 11     | 22      | 26 september 2013 |                    |                        |                        |                        |
|        | 12     | 16      | 30 oktober 2014   |                    |                        |                        |                        |

### Säsong 1
| Nr | Titel                                                         | Regissör         | Författare                     | Sändes i USA      | Sändes i Sverige | Produktkod |
| --- | ------------------------------------------------------------- | ---------------- | ------------------------------ | ----------------- | ---------------- | ---------- |
| 1 | "Pilot"; "Most Chicks Won't Eat Veal"                         | James Burrows    | Chuck Lorre och Lee Aronsohn   | 22 september 2003 | 6 februari 2004  | 101        |
| Alan blir utslängd av sin fru och flyttar in till Charlie. Det innebär att hans son Jake kommer att bo där på helgerna.                                                                                                   |                                                               |                  |                                |                   |                  |            |
| 2 | "Big Flappy Bastards"                                         | Andy Ackerman    | Chuck Lorre och Lee Aronsohn   | 29 september 2003 | 13 februari 2004 | 102        |
| Jake tar in fiskmåsar på sitt rum och Alan försöker få tillbaka Judith. |                                                               |                  |                                |                   |                  |            |
| 3 | "Go East on Sunset Until You Reach the Gates of Hell"         | Andy Ackerman    | Chuck Lorre och Don Foster     | 6 oktober 2003    | 20 februari 2004 | 103        |
| Jake mår illa och vill till mamma efter besök på nöjesparken så Charlie tar med Alan till baren där de träffar sin mor.                                                                                                   |                                                               |                  |                                |                   |                  |            |
| 4 | "If I Can’t Write My Chocolate Song, I’m Going to Take a Nap" | Andy Ackerman    | Chuck Lorre och Lee Aronsohn   | 13 oktober 2003   | 27 februari 2004 | 104        |
| Charlies städerska säger upp sig och Alan börjar ersätta henne. Charlie får också problem med Jake och Rose. |                                                               |                  |                                |                   |                  |            |
| 5 | "The Last Thing You Want Is to Wind Up with a Hump"           | Andy Ackerman    | Chuck Lorre och Lee Aronsohn   | 20 oktober 2003   | 5 mars 2004      | 105        |
| Charlie följer med Jake när han spelar fotboll och träffar en fotbollsmorsa. |                                                               |                  |                                |                   |                  |            |
| 6 | "Did You Check with the Captain of the Flying Monkeys?"       | Andy Ackerman    | Chuck Lorre och Lee Aronsohn   | 27 oktober 2003   | 12 mars 2004     | 106        |
| Charlie försöker gömma sig från sin mor och ex men mamman bjuder över honom för att träffa hennes nya man, Tommy. |                                                               |                  |                                |                   |                  |            |
| 7 | "If They Do Go Either Way, They’re Usually Fake"              | Andy Ackerman    | Chuck Lorre och Lee Aronsohn   | 3 november 2003   | 19 mars 2004     | 107        |
| En kvinnlig surfare hälsar på hos Charlie. Hon har en tatuering av en fjäril på ena skinkan, och den målar Jake av under en teckningslektion, vilket får Judith att undra över vad hennes son utsätts för i Charlies hus. |                                                               |                  |                                |                   |                  |            |
| 8 | "Twenty-Five Little Pre-Pubers Without a Snootful"            | Chuck Lorre      | Chuck Lorre och Lee Aronsohn   | 10 november 2003  | 26 mars 2004     | 108        |
| Charlie blir lurad av Alan och Judith att hjälpa Jake med en musikshow om industrialismens historia, men Charlie löser det på ett sätt som inte var tänkt.                                                                |                                                               |                  |                                |                   |                  |            |
| 9 | "Phase One, Complete"                                         | Andy Ackerman    | Chuck Lorre och Lee Aronsohn   | 17 november 2003  | 2 april 2004     | 109        |
| Jake blir vän med Charlies tillfälliga kvinnliga bekantskap, något som Charlie oroar sig för, då han tror att tjejen bara vill ställa sig in.                                                                             |                                                               |                  |                                |                   |                  |            |
| 10 | "Merry Thanksgiving"                                          | Jay Sandrich     | Chuck Lorre och Lee Aronsohn   | 24 november 2003  | 9 april 2004     | 110        |
| Ett av Charlies ex ska gifta sig. Han vill dock ha henne tillbaka och försöker övertyga henne om att han nu är en riktig familjeman. Han ställer till med en thanksgivingmiddag hemma för att imponera på henne.          |                                                               |                  |                                |                   |                  |            |
| 11 | "Alan Harper, Frontier Chiropractor"                          | Robert Berlinger | Chuck Lorre och Don Foster     | 15 december 2003  | 16 april 2004    | 111        |
| Alan bestämmer sig för att börja klä sig bättre, efter att han sett hur hans exfru Judith gjort detsamma. |                                                               |                  |                                |                   |                  |            |
| 12 | "Camel Filters and Pheromones"                                | Robert Berlinger | Chuck Lorre och Lee Aronsohn   | 5 januari 2004    | 23 april 2004    | 112        |
| Berta tar med sin sexiga 16-åriga dotterdotter Prudence till jobbet. Charlie, Alan och Jake har alla problem med hur de ska hantera att hon finns i huset.                                                                |                                                               |                  |                                |                   |                  |            |
| 13 | "Sara Like Puny Alan"                                         | Robert Berlinger | Chuck Lorre                    | 12 januari 2004   | 30 april 2004    | 113        |
| Charlie vill ha med sig Alan på en dubbeldejt. Dejten äventyras dock av att killarna blir sjuka. |                                                               |                  |                                |                   |                  |            |
| 14 | "I Can’t Afford Hyenas"                                       | Rob Schiller     | Chuck Lorre och Lee Aronsohn   | 2 februari 2004   | 7 maj 2004       | 114        |
| Charlie tvingas dra ner på kostnaderna då det uppdagas att han tjänat mycket mindre än han trott. För att klara ekonomin kortsiktigt är han till och med inne på att låna pengar av sin mor.                              |                                                               |                  |                                |                   |                  |            |
| 15 | "Round One to the Hot Crazy Chick"                            | Andrew D. Weyman | Chuck Lorre och Lee Aronsohn   | 9 februari 2004   | 14 maj 2004      | 115        |
| Dubbelavsnitt, del 1: Charlie och Alan förbarmar sig över en kvinna, Frankie, och hennes dotter, som förföljs av dotterns farföräldrar. Trots att Charlie gör sitt bästa får han inte till det med Frankie.               |                                                               |                  |                                |                   |                  |            |
| 16 | "That Was Saliva, Alan"                                       | Andrew D. Weyman | Chuck Lorre och Lee Aronsohn   | 16 februari 2004  | 21 maj 2004      | 116        |
| Dubbelavsnitt, del 2: Till Charlies förvåning får Alan till det med Frankie, kvinnan som Charlie och Alan tagit om hand om. Jake gör allt för att undvika umgås med kvinnans dotter.                                      |                                                               |                  |                                |                   |                  |            |
| 17 | "Ate the Hamburgers, Wearing the Hats"                        | Andrew D. Weyman | Jeff Abugov och Eric Lapidus   | 23 februari 2004  | 28 maj 2004      | 117        |
| Jake slår i huvudet och åker till sjukhus för att bli sydd. Alan pratar om vem som ska få ta hand om Jake ifall både han och Judy dör.                                                                                    |                                                               |                  |                                |                   |                  |            |
| 18 | "An Old Flame with a New Wick"                                | Andrew D. Weyman | Chuck Lorre och Don Foster     | 1 mars 2004       |                  | 118        |
| Charlie blir kontaktad av ett ex, Jill, som vill träffas. Det visar sig att Jill har genomgått ganska drastiska förändringar.                                                                                             |                                                               |                  |                                |                   |                  |            |
| 19 | "I Remember the Coatroom, I Just Don’t Remember You"          | Gail Mancuso     | Chuck Lorre och Lee Aronsohn   | 22 mars 2004      |                  | 119        |
| Jake fyller 11 och firas av släkten, även Judys syster. Hon har en del egenskaper och förflutet, vilket skapar en del spänning i gruppen.                                                                                 |                                                               |                  |                                |                   |                  |            |
| 20 | "Hey, I Can Pee Outside in the Dark"                          | Gary Halvorson   | Chuck Lorre och Lee Aronsohn   | 19 april 2004     |                  | 120        |
| Jake är på uruselt humör, och alla försöker ta reda på vad som stör honom. Inte ens ett besök hos en terapeut hjälper. |                                                               |                  |                                |                   |                  |            |
| 21 | "No Sniffing, No Wowing"                                      | Rob Schiller     | Lee Aronsohn och Susan Beavers | 3 maj 2004        |                  | 121        |
| Alan förbereder skilsmässoförhandlingar med sin advokat. Advokaten är en vacker kvinna, och Charlie dras in i förhandlingarna, med oanade konsekvenser.                                                                   |                                                               |                  |                                |                   |                  |            |
| 22 | "My Doctor Has a Cow Puppet"                                  | Gail Mancuso     | Lee Aronsohn och Don Foster    | 10 maj 2004       |                  | 122        |
| Alan börjar gå i sömnen och Charlie tvingar honom att gå till en terapeut. |                                                               |                  |                                |                   |                  |            |
| 23 | "Just Like Buffalo"                                           | Rob Schiller     | Chuck Lorre och Susan Beavers  | 17 maj 2004       |                  | 123        |
| Judy vill hindra Jake från att hos Charlie på helgerna, eftersom han är ett dåligt föredöme. Hon får stöd av sin supportgrupp.                                                                                            |                                                               |                  |                                |                   |                  |            |
| 24 | "Can You Feel My Finger?"                                     | Rob Schiller     | Chuck Lorre                    | 24 maj 2004       |                  | 124        |
| Charlie bestämmer sig för att låta sterilisera sig. |                                                               |                  |                                |                   |                  |            |

### Säsong 2
| Nr | Titel                                            | Regissör       | Författare                                                    | Sändes i USA      | Sändes i Sverige | Produktkod |
| -- | ------------------------------------------------ | -------------- | ------------------------------------------------------------- | ----------------- | ---------------- | ---------- |
| 25 | "Back Off, Mary Poppins"                         | Pamela Fryman  | Lee Aronsohn, Chuck Lorre och Susan Beavers                   | 20 september 2004 |                  | 201        |
| 26 | "Enjoy Those Garlic Balls"                       | Pamela Fryman  | Chuck Lorre, Lee Aronsohn, Don Foster och Eddie Gorodetsky    | 27 september 2004 |                  | 202        |
| 27 | "A Bag Full of Jawea"                            | Pamela Fryman  | Lee Aronsohn, Jeff Abugov, Mark Roberts och Chuck Lorre       | 4 oktober 2004    |                  | 203        |
| 28 | "Go Get Mommy’s Bra"                             | Pamela Fryman  | Don Foster, Eddie Gorodetsky, Chuck Lorre och Lee Aronsohn    | 11 oktober 2004   |                  | 204        |
| 29 | "Bad News from the Clinic?"                      | Pamela Fryman  | Mark Roberts, Lee Aronsohn, Chuck Lorre och Jeff Abugov       | 18 oktober 2004   |                  | 205        |
| 30 | "The Price of Healthy Gums Is Eternal Vigilance" | Pamela Fryman  | Mark Roberts, Chuck Lorre, Lee Aronsohn och Eddie Gorodetsky  | 25 oktober 2004   |                  | 206        |
| 31 | "A Kosher Slaughterhouse Out in Fontana"         | Pamela Fryman  | Chuck Lorre, Don Foster och Lee Aronsohn                      | 8 november 2004   |                  | 207        |
| 32 | "Frankenstein and the Horny Villagers"           | Pamela Fryman  | Don Foster, Jeff Abugov, Chuck Lorre och Lee Aronsohn         | 15 november 2004  |                  | 208        |
| 33 | "Yes, Monsignor"                                 | Pamela Fryman  | Lee Aronsohn, Chuck Lorre, Jeff Abugov och Susan Beavers      | 22 november 2004  |                  | 209        |
| 34 | "The Salmon Under My Sweater"                    | Pamela Fryman  | Chuck Lorre, Mark Roberts, Lee Aronsohn och Don Foster        | 29 november 2004  |                  | 210        |
| 35 | "Last Chance to See Those Tattoos"               | Pamela Fryman  | Chuck Lorre och Lee Aronsohn                                  | 13 december 2004  |                  | 211        |
| 36 | "A Lungful of Alan"                              | Pamela Fryman  | Chuck Lorre, Mark Roberts, Lee Aronsohn och Eddie Gorodetsky  | 3 januari 2005    |                  | 212        |
| 37 | "Zejdz Z Moich Wlosów (Get Off My Hair)"         | Pamela Fryman  | Chuck Lorre, Susan Beavers, Lee Aronsohn och Eddie Gorodetsky | 17 januari 2005   |                  | 213        |
| 38 | "Those Big Pink Things with Coconut"             | Pamela Fryman  | Chuck Lorre, Don Foster, Jeff Abugov och Lee Aronsohn         | 31 januari 2005   |                  | 214        |
| 39 | "Smell the Umbrella Stand"                       | Pamela Fryman  | Susan Beavers, Don Foster, Chuck Lorre och Lee Aronsohn       | 7 februari 2005   |                  | 215        |
| 40 | "Can You Eat Human Flesh with Wooden Teeth?"     | Pamela Fryman  | Chuck Lorre, Lee Aronsohn, Don Foster och Susan Beavers       | 14 februari 2005  |                  | 216        |
| 41 | "Woo-Hoo, a Hernia Exam!"                        | Pamela Fryman  | Mark Roberts, Susan Beavers, Chuck Lorre och Lee Aronsohn     | 21 februari 2005  |                  | 217        |
| 42 | "It Was “Mame”, Mom"                             | Pamela Fryman  | Lee Aronsohn, Chuck Lorre, Eddie Gorodetsky och Mark Roberts  | 7 mars 2005       |                  | 218        |
| 43 | "A Low, Guttural Tongue-Flapping Noise"          | Gary Halvorson | Mark Roberts, Lee Aronsohn, Chuck Lorre och Eddie Gorodetsky  | 21 mars 2005      |                  | 219        |
| 44 | "I Always Wanted a Shaved Monkey"                | Asaad Kelada   | Susan Beavers, Jeff Abugov, Lee Aronsohn och Chuck Lorre      | 18 april 2005     |                  | 220        |
| 45 | "A Sympathetic Crotch to Cry On"                 | Pamela Fryman  | Mark Roberts, Lee Aronsohn, Chuck Lorre och Eddie Gorodetsky  | 2 maj 2005        |                  | 221        |
| 46 | "That Old Hose Bag Is My Mother"                 | Gary Halvorson | Mark Roberts, Lee Aronsohn, Chuck Lorre och Don Foster        | 9 maj 2005        |                  | 222        |
| 47 | "Squab, Squab, Squab, Squab, Squab"              | J. D. Lobue    | Susan Beavers, Lee Aronsohn, Chuck Lorre och Don Foster       | 16 maj 2005       |                  | 223        |
| 48 | "Does This Smell Funny to You?"                  | Pamela Fryman  | Susan Beavers, Jeff Abugov, Lee Aronsohn och Chuck Lorre      | 23 maj 2005       |                  | 224        |

### Säsong 3
| Nr | Titel                                          | Regissör       | Författare                                                                  | Sändes i USA      | Sändes i Sverige | Produktkod |
| -- | ---------------------------------------------- | -------------- | --------------------------------------------------------------------------- | ----------------- | ---------------- | ---------- |
| 49 | "Weekend in Bangkok with Two Olympic Gymnasts" | Gary Halvorson | Lee Aronsohn och Chuck Lorre                                                | 19 september 2005 | 9 oktober 2006   | 301        |
| 50 | "Principal Gallagher’s Lesbian Lover"          | Gary Halvorson | Susan Beavers och Eddie Gorodetsky                                          | 26 september 2005 | 9 oktober 2006   | 302        |
| 51 | "Carpet Burns and a Bite Mark"                 | Gary Halvorson | Lee Aronsohn, Don Foster och Chuck Lorre                                    | 3 oktober 2005    | 16 oktober 2006  | 303        |
| 52 | "Your Dismissive Attitude Toward Boobs"        | Gary Halvorson | Eddie Gorodetsky, Mark Roberts, Chuck Lorre och Lee Aronsohn                | 10 oktober 2005   | 16 oktober 2006  | 304        |
| 53 | "We Called It Mr. Pinky"                       | Gary Halvorson | Mark Roberts och Susan Beavers                                              | 17 oktober 2005   | 23 oktober 2006  | 305        |
| 54 | "Hi, Mr. Horned One"                           | Gary Halvorson | Mark Roberts, Chuck Lorre, Lee Aronsohn och Eddie Gorodetsky                | 24 oktober 2005   | 23 oktober 2006  | 306        |
| 55 | "Sleep Tight, Puddin’ Pop"                     | Gary Halvorson | Chuck Lorre, Eddie Gorodetsky, Don Foster och Lee Aronsohn                  | 7 november 2005   | 30 september     | 307        |
| 56 | "That Voodoo That I Do Do"                     | Gary Halvorson | Eddie Gorodetsky, Mark Roberts, Chuck Lorre och Lee Aronsohn                | 14 november 2005  | 7 oktober 2006   | 308        |
| 57 | "Madame and Her Special Friend"                | Asaad Kelada   | Lee Aronsohn, Chuck Lorre, Jeff Abugov och Susan Beavers                    | 21 november 2005  | 14 oktober 2006  | 309        |
| 58 | "Something Salted and Twisted"                 | Rob Schiller   | Chuck Lorre, Mark Roberts, Lee Aronsohn och Eddie Gorodetsky                | 28 november 2005  | 28 oktober 2006  | 310        |
| 59 | "Santa’s Village of the Damned"                | Rob Schiller   | Chuck Lorre, Don Foster, Susan Beavers och Lee Aronsohn                     | 19 december 2005  | 4 november 2006  | 311        |
| 60 | "That Special Tug"                             | Rob Schiller   | Chuck Lorre, Lee Aronsohn, Don Foster och Susan Beavers                     | 9 januari 2006    | 13 november 2006 | 312        |
| 61 | "Humiliation Is a Visual Medium"               | Rob Schiller   | Chuck Lorre, Mark Roberts, Lee Aronsohn och Eddie Gorodetsky                | 23 januari 2006   | 20 november 2006 | 313        |
| 62 | "Love Isn’t Blind, It’s Retarded"              | Gary Halvorson | Chuck Lorre, Don Foster, Jeff Abugov, Susan Beavers och Lee Aronsohn        | 6 februari 2006   | 20 november 2006 | 314        |
| 63 | "My Tongue Is Meat"                            | Gary Halvorson | Mark Roberts, Eddie Gorodetsky, Chuck Lorre och Lee Aronsohn                | 27 februari 2006  | 27 november 2006 | 315        |
| 64 | "Ergo, the Booty Call"                         | Gary Halvorson | Chuck Lorre, Lee Aronsohn, Don Foster och Susan Beavers                     | 6 mars 2006       | 27 november 2006 | 316        |
| 65 | "The Unfortunate Little Schnauser"             | Gary Halvorson | Mark Roberts, Eddie Gorodetsky, Chuck Lorre och Lee Aronsohn                | 13 mars 2006      | 4 december 2006  | 317        |
| 66 | "The Spit-Covered Cobbler"                     | Gary Halvorson | Lee Aronsohn, Chuck Lorre, Eddie Gorodetsky och Mark Roberts                | 20 mars 2006      | 4 december 2006  | 318        |
| 67 | "Golly Moses, She’s a Muffin"                  | Gary Halvorson | Mark Roberts, Lee Aronsohn, Chuck Lorre och Eddie Gorodetsky                | 10 april 2006     | 11 december 2006 | 319        |
| 68 | "Always a Bridesmaid, Never a Burro"           | Gary Halvorson | Susan Beavers, Don Foster, Lee Aronsohn och Chuck Lorre                     | 24 april 2006     | 11 december 2006 | 320        |
| 69 | "And the Plot Moistens"                        | Jerry Zaks     | Mark Roberts, Jim Patterson, Lee Aronsohn, Chuck Lorre och Eddie Gorodetsky | 1 maj 2006        | 18 december 2006 | 321        |
| 70 | "Just Once with Aunt Sophie"                   | Lee Aronsohn   | Lee Aronsohn och Chuck Lorre                                                | 8 maj 2006        | 18 december 2006 | 322        |
| 71 | "Arguments for the Quickie"                    | James Widdoes  | Susan Beavers, Lee Aronsohn, Chuck Lorre och Don Foster                     | 15 maj 2006       | 25 december 2006 | 323        |
| 72 | "That Pistol-Packin’ Hermaphrodite"            | James Widdoes  | Susan Beavers, Don Foster, Lee Aronsohn och Chuck Lorre                     | 22 maj 2006       | 25 december 2006 | 324        |

### Säsong 4
| Nr | Titel                                   | Regissör         | Författare                                                                | Sändes i USA      | Sändes i Sverige | Produktkod |
| -- | --------------------------------------- | ---------------- | ------------------------------------------------------------------------- | ----------------- | ---------------- | ---------- |
| 73 | "Working for Caligula"                  | Gary Halvorson   | Lee Aronsohn och Chuck Lorre                                              | 18 september 2006 | 26 mars 2007     | 401        |
| 74 | "Who’s Vod Kanockers?"                  | Gary Halvorson   | Chuck Lorre, Lee Aronsohn, Don Foster, Susan Beavers och Eddie Gorodetsky | 25 september 2006 | 26 mars 2007     | 402        |
| 75 | "The Sea Is a Harsh Mistress"           | Gary Halvorson   | Lee Aronsohn, Chuck Lorre, Eddie Gorodetsky och Mark Roberts              | 2 oktober 2006    | 2 april 2007     | 403        |
| 76 | "A Pot Smoking Monkey"                  | Gary Halvorson   | Bill Prady och Maria Espada Pearce                                        | 9 oktober 2006    | 2 april 2007     | 404        |
| 77 | "A Live Woman of Proven Fertility"      | Gary Halvorson   | Don Foster och Susan Beavers                                              | 16 oktober 2006   | 9 april 2007     | 405        |
| 78 | "Apologies for the Frivolity"           | Gary Halvorson   | Don Foster, Chuck Lorre, Lee Aronsohn och Mark Roberts                    | 23 oktober 2006   | 9 april 2007     | 406        |
| 79 | "Repeated Blows to His Unformed Head"   | Gary Halvorson   | Chuck Lorre, Eddie Gorodetsky, Jim Patterson och Lee Aronsohn             | 6 november 2006   | 16 april 2007    | 407        |
| 80 | "Release the Dogs"                      | Gary Halvorson   | Susan Beavers, Jim Patterson, Chuck Lorre och Lee Aronsohn                | 13 november 2006  | 16 april 2007    | 408        |
| 81 | "Corey’s Been Dead for an Hour"         | Gary Halvorson   | Mark Roberts, Don Foster, Lee Aronsohn och Chuck Lorre                    | 20 november 2006  | 23 april 2007    | 409        |
| 82 | "Kissing Abraham Lincoln"               | Gary Halvorson   | Chuck Lorre, Mark Roberts, Lee Aronsohn och Eddie Gorodetsky              | 27 november 2006  | 23 april 2007    | 410        |
| 83 | "Walnuts and Demerol"                   | Gary Halvorson   | Lee Aronsohn och Chuck Lorre                                              | 11 december 2006  | 30 april 2007    | 411        |
| 84 | "Castrating Sheep in Montana"           | James Widdoes    | Chuck Lorre, Mark Roberts, Lee Aronsohn och Eddie Gorodetsky              | 8 januari 2007    | 30 april 2007    | 412        |
| 85 | "Don’t Worry, Speed Racer"              | Gary Halvorson   | Chuck Lorre, Lee Aronsohn, Mark Roberts och Susan Beavers                 | 22 januari 2007   | 7 maj 2007       | 413        |
| 86 | "That’s Summer Sausage, Not Salami"     | Gary Halvorson   | Don Foster, Chuck Lorre, Lee Aronsohn, Susan Beavers och Jim Patterson    | 5 februari 2007   | 7 maj 2007       | 414        |
| 87 | "My Damn Stalker"                       | James Widdoes    | Mark Roberts, Eddie Gorodetsky, Chuck Lorre och Lee Aronsohn              | 12 februari 2007  | 14 maj 2007      | 415        |
| 88 | "Young People Have Phlegm Too"          | Andrew D. Weyman | Eddie Gorodetsky, Mark Roberts, Chuck Lorre och Lee Aronsohn              | 19 februari 2007  | 14 maj 2007      | 416        |
| 89 | "I Merely Slept with a Commie"          | Gary Halvorson   | Chuck Lorre, Susan Beavers, Don Foster, Lee Aronsohn och Jim Patterson    | 26 februari 2007  | 21 maj 2007      | 417        |
| 90 | "It Never Rains in Hooterville"         | Gary Halvorson   | Lee Aronsohn, Chuck Lorre, Don Foster och Mark Roberts                    | 19 mars 2007      | 21 maj 2007      | 418        |
| 91 | "Smooth as a Ken Doll"                  | Gary Halvorson   | Susan Beavers, Lee Aronsohn, Chuck Lorre, Eddie Gorodetsky och Don Foster | 9 april 2007      | 28 maj 2007      | 419        |
| 92 | "Aunt Myra Doesn’t Pee a Lot"           | Jerry Zaks       | Lee Aronsohn, Chuck Lorre, Eddie Gorodetsky och Jim Patterson             | 16 april 2007     | 28 maj 2007      | 420        |
| 93 | "Tucked, Taped and Gorgeous"            | Jerry Zaks       | Mark Roberts, Lee Aronsohn, Chuck Lorre och Don Foster                    | 23 april 2007     | 4 juni 2007      | 421        |
| 94 | "Mr. McGlue’s Feedbag"                  | Jon Cryer        | Lee Aronsohn, Chuck Lorre, Jim Patterson och Don Foster                   | 30 april 2007     | 4 juni 2007      | 422        |
| 95 | "Anteaters. They’re Just Crazy-Lookin’" | Lee Aronsohn     | Lee Aronsohn och Chuck Lorre                                              | 7 maj 2007        | 11 juni 2007     | 423        |
| 96 | "Prostitutes and Gelato"                | Ted Wass         | Susan Beavers och Eddie Gorodetsky                                        | 14 maj 2007       | 11 juni 2007     | 424        |

### Säsong 5
Det var tänkt att de skulle produceras 24 avsnitt av säsong fem, men på grund av strejk hos Hollywoods manusförfattare blev det endast 19 avsnitt av säsongen.
| Nr  | Titel                                   | Regissör      | Författare                                                                                            | Sändes i USA      | Sändes i Sverige | Produktkod |
| --- | --------------------------------------- | ------------- | --- | ----------------- | ---------------- | ---------- |
| 97  | "Large Birds, Spiders and Mom"          | Ted Wass      | Lee Aronsohn, Eddie Gorodetsky, Chuck Lorre och Mark Roberts                                          | 24 september 2007 | 3 mars 2008      | 501        |
| 98  | "Media Room Slash Dungeon"              | Ted Wass      | Chuck Lorre, Lee Aronsohn, Don Foster, Susan Beavers och Jim Patterson                                | 1 oktober 2007    | 3 mars 2008      | 502        |
| 99  | "Dum Diddy Dum Diddy Doo"               | Ted Wass      | Lee Aronsohn och Chuck Lorre                                                                          | 8 oktober 2007    | 10 mars 2008     | 503        |
| 100 | "City of Great Racks"                   | James Widdoes | Don Foster, Eddie Gorodetsky, Mark Roberts, Susan Beavers, Jim Patterson Chuck Lorre och Lee Aronsohn | 15 oktober 2007   | 10 mars 2008     | 504        |
| 101 | "Putting Swim Fins on a Cat"            | James Widdoes | Mark Roberts, Don Foster och Eddie Gorodetsky                                                         | 22 oktober 2007   | 17 mars 2008     | 505        |
| 102 | "Help Daddy Find His Toenail"           | James Widdoes | Susan Beavers, Chuck Lorre, Lee Aronsohn och Jim Patterson                                            | 29 oktober 2007   | 17 mars 2008     | 506        |
| 103 | "The Leather Gear Is in the Guest Room" | Ted Wass      | Chuck Lorre och Lee Aronsohn                                                                          | 5 november 2007   | 24 mars 2008     | 507        |
| 104 | "Is There a Mrs. Waffles?"              | Ted Wass      | Susan Beavers, Jim Patterson, Chuck Lorre och Lee Aronsohn                                            | 12 november 2007  | 24 mars 2008     | 508        |
| 105 | "Tight’s Good"                          | Jean Sagal    | Mark Roberts, Don Foster och Eddie Gorodetsky                                                         | 19 november 2007  | 28 mars 2008     | 509        |
| 106 | "Kinda Like Necrophilia"                | Ted Wass      | Chuck Lorre, Susan Beavers, Lee Aronsohn och Jim Patterson                                            | 26 november 2007  | 28 mars 2008     | 510        |
| 107 | "Meander to Your Dander"                | James Widdoes | Susan Beavers, Jim Patterson, Don Foster och Mark Roberts                                             | 17 mars 2008      | 31 mars 2008     | 511        |
| 108 | "A Little Clammy and None Too Fresh"    | James Widdoes | Chuck Lorre, Susan Beavers, Lee Aronsohn och Jim Patterson                                            | 24 mars 2008      | 31 mars 2008     | 512        |
| 109 | "The Soil Is Moist"                     | James Widdoes | Chuck Lorre, Lee Aronsohn och Eddie Gorodetsky                                                        | 31 mars 2008      |                  | 513        |
| 110 | "Winky-Dink Time"                       | James Widdoes | Mark Roberts, Eddie Gorodetsky och Jim Patterson                                                      | 14 april 2008     |                  | 514        |
| 111 | "Rough Night in Hump Junction?"         | James Widdoes | Mark Roberts, Chuck Lorre och Lee Aronsohn                                                            | 21 april 2008     |                  | 515        |
| 112 | "Look at Me, Mommy, I’m Pretty"         | Joel Zwick    | Chuck Lorre, Lee Aronsohn, Eddie Gorodetsky, Don Foster och Susan Beavers                             | 28 april 2008     |                  | 516        |
| 113 | "Fish in a Drawer"                      | Jeff Melman   | Carol Mendelsohn, Naren Shankar, Sarah Goldfinger och Evan Dunsky                                     | 5 maj 2008        |                  | 517        |
| 114 | "If My Hole Could Talk"                 | Jon Cryer     | Lee Aronsohn, Chuck Lorre, Eddie Gorodetsky, Jim Patterson och Mark Roberts                           | 12 maj 2008       |                  | 518        |
| 115 | "Waiting for the Right Snapper"         | Jeff Melman   | Mark Roberts, Lee Aronsohn, Chuck Lorre, Eddie Gorodetsky och Don Foster                              | 19 maj 2008       |                  | 519        |

### Säsong 6
| Nr  | Titel                                   | Regissör      | Författare                                                                              | Sändes i USA      | Sändes i Sverige | Produktkod |
| --- | --------------------------------------- | ------------- | --------------------------------------------------------------------------------------- | ----------------- | ---------------- | ---------- |
| 116 | "Taterhead Is Our Love Child"           | James Widdoes | Lee Aronsohn, Jim Patterson, Don Foster, Chuck Lorre och Mark Roberts                   | 22 september 2008 | 16 februari 2009 | 601        |
| 117 | "Pie Hole, Herb"                        | James Widdoes | Eddie Gorodetsky, Susan Beavers, Chuck Lorre och Lee Aronsohn                           | 29 september 2008 | 16 februari 2009 | 602        |
| 118 | "Damn You, Eggs Benedict"               | Jean Sagal    | Mark Roberts, Don Foster, Chuck Lorre och Lee Aronsohn                                  | 6 oktober 2008    | 23 februari 2009 | 603        |
| 119 | "The Flavin’ and the Mavin’"            | James Widdoes | Eddie Gorodetsky, Jim Patterson, Chuck Lorre och Lee Aronsohn                           | 13 oktober 2008   | 23 februari 2009 | 604        |
| 120 | "A Jock Strap in Hell"                  | Jean Sagal    | Don Foster, Eddie Gorodetsky, Susan Beavers, Chuck Lorre och Lee Aronsohn               | 20 oktober 2008   | 2 mars 2009      | 605        |
| 121 | "It’s Always Nazi Week"                 | James Widdoes | Mark Roberts, Jim Patterson, Chuck Lorre och Lee Aronsohn                               | 3 november 2008   | 2 mars 2009      | 606        |
| 122 | "Best H.O. Money Can Buy"               | James Widdoes | Don Foster, Mark Roberts och Eddie Gorodetsky                                           | 10 november 2008  | 9 mars 2009      | 607        |
| 123 | "Pinocchio’s Mouth"                     | Jeff Melman   | Don Foster, Jim Patterson och Chuck Lorre                                               | 17 november 2008  | 9 mars 2009      | 608        |
| 124 | "The Mooch at the Boo"                  | Jeff Melman   | Susan Beavers, Eddie Gorodetsky, Chuck Lorre och Lee Aronsohn                           | 24 november 2008  | 16 mars 2009     | 609        |
| 125 | "He Smelled the Ham, He Got Excited"    | Jeff Melman   | Susan Beavers, Don Foster och Mark Roberts                                              | 8 december 2008   | 16 mars 2009     | 610        |
| 126 | "The Devil’s Lube"                      | Jeff Melman   | Chuck Lorre, Don Foster, Mark Roberts, Eddie Gorodetsky, Lee Aronsohn och Jim Patterson | 15 december 2008  | 23 mars 2009     | 611        |
| 127 | "Thank God for Scoliosis"               | Jeff Melman   | Chuck Lorre, Eddie Gorodetsky, Mark Roberts och Jim Patterson                           | 12 januari 2009   | 23 mars 2009     | 612        |
| 128 | "I Think You Offended Don"              | Jeff Melman   | Chuck Lorre, Don Foster, Mark Roberts, Lee Aronsohn och Jim Patterson                   | 19 januari 2009   | 30 mars 2009     | 613        |
| 129 | "David Copperfield Slipped Me a Roofie" | Jeff Melman   | Don Foster och Jim Patterson                                                            | 2 februari 2009   | 30 mars 2009     | 614        |
| 130 | "I’d Like to Start with the Cat"        | Jeff Melman   | Chuck Lorre, Mark Roberts, Don Foster och Susan Beavers                                 | 9 februari 2009   | 6 april 2009     | 615        |
| 131 | "She’ll Still Be Dead at Halftime"      | Jeff Melman   | Mark Roberts, Don Foster och Eddie Gorodetsky                                           | 2 mars 2009       | 6 april 2009     | 616        |
| 132 | "The “Ocu” or the “Pado”?"              | James Widdoes | Susan Beavers och Jim Patterson                                                         | 9 mars 2009       | 13 april 2009    | 617        |
| 133 | "My Son’s Enormous Head"                | James Widdoes | Lee Aronsohn, Jim Patterson, Susan Beavers och Eddie Gorodetsky                         | 16 mars 2009      | 13 april 2009    | 618        |
| 134 | "The Two Finger Rule"                   | James Widdoes | Eddie Gorodetsky, Susan Beavers, Jim Patterson, Lee Aronsohn och Chuck Lorre            | 30 mars 2009      | 20 april 2009    | 619        |
| 135 | "Hello, I am Alan Cousteau"             | James Widdoes | Lee Aronsohn, Susan Beavers och Eddie Gorodetsky                                        | 13 april 2009     | 20 april 2009    | 620        |
| 136 | "Above Exalted Cyclops"                 | James Widdoes | Don Foster och Eddie Gorodetsky                                                         | 27 april 2009     | 5 oktober 2009   | 621        |
| 137 | "Sir Lancelot’s Litter Box"             | Jon Cryer     | Susan Beavers, Eddie Gorodetsky och Jim Patterson                                       | 4 maj 2009        | 7 oktober 2009   | 622        |
| 138 | "Good Morning, Mrs. Butterworth"        | Mark Roberts  | Mark Roberts, Sid Youngers, Don Foster och Eddie Gorodetsky                             | 11 maj 2009       | 8 oktober 2009   | 623        |
| 139 | "Baseball Was Better with Steroids"     | Lee Aronsohn  | Lee Aronsohn, Chuck Lorre, Susan Beavers och Mark Roberts                               | 18 maj 2009       | 8 oktober 2009   | 624        |

### Säsong 7
Det var tänkt att de skulle produceras 24 avsnitt av säsong sju, men grund av att Charlie Sheen fick läggas in på rehabilitering för drogproblem förkortades säsong till endast 22 avsnitt. 
| Nr  | Titel                                 | Regissör      | Författare                                                    | Sändes i USA      | Sändes i Sverige | Produktkod |
| --- | ------------------------------------- | ------------- | ------------------------------------------------------------- | ----------------- | ---------------- | ---------- |
| 140 | "818-jklpuzo"                         | James Widdoes | Chuck Lorre, Lee Aronsohn och Mark Roberts                    | 21 september 2009 | 8 mars 2010      | 701        |
| 141 | "Whipped Unto the Third Generation"   | James Widdoes | Mark Roberts                                                  | 28 september 2010 | 8 mars 2010      | 702        |
| 142 | "Mmm, Fish. Yum"                      | James Widdoes | Chuck Lorre, Lee Aronsohn och Don Foster                      | 5 oktober 2010    | 15 mars 2010     | 703        |
| 143 | "Laxative Tester, Horse Inseminator"  | James Widdoes | Susan Beavers och Eddie Gorodetsky                            | 12 oktober 2010   | 15 mars 2010     | 704        |
| 144 | "For the Sake of the Child"           | James Widdoes | Chuck Lorre, Lee Aronsohn och Mark Roberts                    | 19 oktober 2010   | 22 mars 2010     | 705        |
| 145 | "Give Me Your Thumb"                  | James Widdoes | Chuck Lorre och Mark Roberts                                  | 2 november 2009   | 22 mars 2010     | 706        |
| 146 | "Untainted by Filth"                  | James Widdoes | Chuck Lorre, Lee Aronsohn och Don Foster                      | 9 november 2009   | 29 mars 2010     | 707        |
| 147 | "Gorp. Fnark. Schmegle."              | James Widdoes | Chuck Lorre, Lee Aronsohn och Mark Roberts                    | 16 november 2009  | 29 mars 2010     | 708        |
| 148 | "Captain Terry’s Spray-On Hair"       | James Widdoes | Don Foster, Eddie Gorodetsky, Susan Beavers och Jim Patterson | 23 november 2009  | 5 april 2010     | 709        |
| 149 | "That’s Why They Call It Ball Room"   | James Widdoes | Chuck Lorre och Jim Patterson                                 | 7 december 2009   | 5 april 2010     | 710        |
| 150 | "Warning, It’s Dirty"                 | James Widdoes | Chuck Lorre, Mark Roberts, Eddie Gorodetsky och Don Foster    | 14 december 2009  | 12 april 2010    | 711        |
| 151 | "Fart Jokes, Pie and Celeste"         | James Widdoes | Chuck Lorre, Lee Aronsoh, Mark Roberts och Don Foster         | 11 januari 2010   | 12 april 2010    | 712        |
| 152 | "Yay, No Polyps"                      | James Widdoes | Chuck Lorre och Lee Aronsohn                                  | 18 januari 2010   | 19 april 2010    | 713        |
| 153 | "Crude and Uncalled For"              | James Widdoes | Chuck Lorre och Lee Aronsohn                                  | 1 februari 2010   | 19 april 2010    | 714        |
| 154 | "Aye Aye, Captain Douche"             | James Widdoes | Chuck Lorre, Lee Aronsohn och Susan Beavers                   | 8 februari 2010   | 26 april 2010    | 715        |
| 155 | "Tinkle Like a Princess"              | James Widdoes | Chuck Lorre och Lee Aronsohn                                  | 1 mars 2010       | 26 april 2010    | 716        |
| 156 | "I Found Your Moustache"              | James Widdoes | Chuck Lorre, Lee Aronsohn och Mark Roberts                    | 8 mars 2010       | 3 maj 2010       | 717        |
| 157 | "Ixnay on the Oggie Day"              | James Widdoes | Don Foster, Eddie Gorodetsky och Jim Patterson                | 22 mars 2010      | 3 maj 2010       | 718        |
| 158 | "Keith Moon Is Vomiting in His Grave" | James Widdoes | Eddie Gorodetsky och Jim Patterson                            | 12 april 2010     | 10 maj 2010      | 719        |
| 159 | "I Called Him Magoo"                  | James Widdoes | Chuck Lorre och Lee Aronsohn                                  | 10 maj 2010       | 30 juli 2010     | 720        |
| 160 | "Gumby with a Pokey"                  | James Widdoes | Chuck Lorre, Lee Aronsohn, Susan Beavers och David Richardson | 17 maj 2010       | 6 augusti 2010   | 721        |
| 161 | "This Is Not Gonna End Well"          | James Widdoes | Chuck Lorre, Lee Aronsohn, Mark Roberts och Don Foster        | 24 maj 2010       | 13 augusti 2010  | 722        |

### Säsong 8
Det var tänkt att det skulle produceras 24 avsnitt av säsong 8, men det blev endast 16 avsnitt då CBS beslutade att avsluta säsong 8 efter Charlie Sheens tillstånd och uttalanden om producenten Chuck Lorre.
| Nr | Titel                                    | Regissör      | Författare                                     | Sändes i USA      | Sändes i Sverige | Produktkod |
| --- | ---------------------------------------- | ------------- | ---------------------------------------------- | ----------------- | ---------------- | ---------- |
| 162 | "Three Girls and a Guy Named Bud"        | James Widdoes | Chuck Lorre och Lee Aronsohn                   | 20 september 2010 | 7 mars 2011      | 801        |
| Alan har ett förhållande med Lyndsey, modern till Jakes bästa kompis, Eldridge. När Jake får nys om förhållandet slutar han att besöka Charlie och Alan på helgerna, och bor istället permanent hos Judith och Herb. Charlie och Alan konfronterar Jake efter att de har ertappat två tjejer med att smyga ut ur hans rum. Charlie beslutar att han skall sluta dricka (emellertid är den enda förändringen att han frångår ren alkohol och istället helhjärtat ägnar sig åt vin och öl). Anledningen till hans förmenta nykterhetsförsök är att han i kraftigt berusat tillstånd har försökt att per post skicka sina byxor till en av fabrikens kvalitetsinspektörer. |                                          |               |                                                |                   |                  |            |
| 163 | "A Bottle of Wine and a Jackhammer"      | James Widdoes | Chuck Lorre, Lee Aronsohn och Susan Beavers    | 27 september 2010 | 7 mars 2011      | 802        |
| Lyndsey berättar för Alan att hon älskar honom och att han borde flytta ihop med henne. Alan är tveksam och lutar åt att avböja, men efter att ha fått reda på att detta skulle reta gallfeber på Judith (emedan hon och Alan då skulle bli grannar) flyttar han in hos Lyndsey ändå. Charlie är som fallen från skyarna och gör allt för att underlätta att Alan äntligen flyttar ut; han till och med mutar Jake och Eldridge med pengar för att de inte skall förhindra hopflyttningen. Senare träffar Alan sin tidigare flickvän Melissa (Kelly Stables) i en vinbutik, ljuger om att han är singel, och tar henne sedan tillbaka till Charlies hus för att ha sex med henne. |                                          |               |                                                |                   |                  |            |
| 164 | "A Pudding-Filled Cactus"                | James Widdoes | Chuck Lorre, Lee Aronsohn och David Richardson | 4 oktober 2010    | 14 mars 2011     | 803        |
| Efter att ha legat med Melissa tycker Alan att det är svårt att berätta för henne att han egentligen inte är singel. Istället fortsätter han att träffa Melissa hemma hos Charlie precis som om att han fortfarande bodde där. Efter påtryckningar från både Charlie och Evelyn, gör Alan slut med Melissa via SMS – med resultatet att Melissa låter sin ilska gå ut över Charlie. Hemma hos Lyndsey råkar Alan lägga en tänd pipa intill en gardin, vilket olyckligtvis leder till att hela huset brinner ner och således lämnar dem hemlösa. |                                          |               |                                                |                   |                  |            |
| 165 | "Hookers, Hookers, Hookers"              | James Widdoes | Don Foster, Eddie Gorodetsky och Susan Beavers | 11 oktober 2010   | 14 mars 2011     | 804        |
| Efter att ha flyttat in i Charlies hus, inser Lyndsey, Alan, Jake och Eldridge att de har förlorat allt de ägde i branden. Charlie gör narr av dem, men glömmer sin mobil i husruinerna. När Charlie senare återvänder för att hämta sin mobil, stöter han på Lyndseys ex-man Chris som sitter och filosoferar i ruinerna av sitt forna hem. Allteftersom dyker, i tur och ordning, Herb, pizzabudet Gordon och Alan upp och gör dem sällskap. Efter ett tag troppar de av en efter en: Herb måste hem efter att Judith ropat på honom från grannhuset; Lyndsey kommer för att hämta Alan, men går istället och tar en kopp kaffe med Chris; Gordon måste fortsätta med att dela ut pizzor; Charlie åker hem tillsammans med en prostituerad – och kvar i ruinerna sitter Alan.                                                                                              |                                          |               |                                                |                   |                  |            |
| 166 | "The Immortal Mr. Billy Joel"            | James Widdoes | Chuck Lorre, Lee Aronsohn och Don Foster       | 18 oktober 2010   | 21 mars 2011     | 805        |
| Alan ger Jake en check för en skolresa, med resultatet att Alan blir deprimerad när han inser att han är ensam och pank. Medan Charlie drar till Las Vegas för att undergå en skönhetsoperation, går Alan ut på krogen och utger sig för att vara Charlie när han stöter på en kvinna. Han får med sig kvinnan i baren hem, trots att kvinnan vet att Alan inte är den han påstår sig för att vara. Hon berättar att anledningen till hennes kunskap är att hon och Charlie har träffats tidigare, men att Charlie då blev skrämd av hennes förkärlek för rollspel. Det visar sig att hennes rollspel är nazisminspirerat, men hon och Alan går ändå till sängs med varandra, varvid Alan bland annat förses med ögonbindel såväl som hitlermustasch. |                                          |               |                                                |                   |                  |            |
| 167 | "Twanging Your Magic Clanger"            | James Widdoes | Lee Aronsohn och Don Foster                    | 25 oktober 2010   | 21 mars 2011     | 806        |
| Charlie dejtar en fyra år äldre kvinna, Michelle (Liz Vassey), och har svårt att anpassa sig till detta. Det blir ännu svårare när han möter hennes tjugoåriga, bisexuella, porrskådespelande dotter, och fruktar att hans kvinnojägarnatur skall ta överhanden. Samtidigt försöker Alan att onanera i soffan såväl som i bilen – och blir så småningom arresterad för att ha gjort det inne på en biosalong. |                                          |               |                                                |                   |                  |            |
| 168 | "The Crazy Bitch Gazette"                | James Widdoes | Chuck Lorre och Lee Aronsohn                   | 1 november 2010   | 28 mars 2011     | 807        |
| När Charlies nya flickvän Michelle får reda på att Rose är besatt av Charlie och systematiskt förföljer honom, flippar hon ur och ställer Charlie mot väggen med frågan om han fortfarande älskar Rose. När de båda inser att han gör de, avslutar hon deras relation. Rose meddelar Charlie att hon skall gifta sig med en viss Manfred Quinn, men Charlie tror inte på det. För att undersöka hur landet ligger, beger sig Charlie tillsammans med Alan till kyrkan där vigseln skall äga rum – och mycket riktigt, genom kyrkfönstret ser de Rose som en av de två huvudpersonerna i något som verkar vara ett giftermål. Charlie uttrycker sin saknad över sin förlorade kärlek och går därifrån, men strax efter detta avslöjas att alla, förutom Rose och prästen, var skyltdockor ("Manny Quinn" uttalas som "mannequin", vilket betyder "skyltdocka" på engelska !). |                                          |               |                                                |                   |                  |            |
| 169 | "Springtime on a Stick"                  | James Widdoes | Eddie Gorodetsky och Jim Patterson             | 8 november 2010   | 28 mars 2011     | 808        |
| Efter att Charlie förstört Jakes dejt, är Jake ute efter hämnd och ser sin chans när Evelyn fyller år. I samtal med Alan föreslår han föreslår att de skall bjuda hem Evelyn på födelsedagsfest hemma hos Charlie (väl medveten om Charlies antipati gentemot sin mor). Evelyn ber sedan om att få åka till apoteket för att köpa p-piller, där hon träffar apotekaren Russell, Charlies kompis. Charlie och Alan bestämmer sig för att försöka para ihop Russell och Evelyn genom att bjuda hem Russell till hennes fest, men planen går i baklås när Russell dyker upp med trettioårig dejt, som dock Evelyn så småningom tar en dusch med. |                                          |               |                                                |                   |                  |            |
| 170 | "A Good Time in Central Africa"          | James Widdoes | Don Reo                                        | 15 november 2010  | 4 april 2011     | 809        |
| Berta tar ledigt från jobbet några dagar, men hittar en tillfällig ersättare, Esmeralda. När Esmeralda visar sig vara ett mycket bättre hembiträde än Berta vill ingen av bröderna låta henne gå. Samtidigt bestämmer sig Lyndsey för att inte bli tillsammans med sin ex-man Chris, och hon och Alan blir återigen ett par. Chris uppvisar ett märkligt beteende som får Alan att befara att Chris förföljer, hotar och planerar att mörda honom. |                                          |               |                                                |                   |                  |            |
| 171 | "Ow, Ow, Don’t Stop"                     | James Widdoes | Chuck Lorre och Lee Aronsohn                   | 22 november 2010  | 4 april 2011     | 810        |
| När Courtney återvänder från fängelset (som hon hamnade i i avsnittet Fish in a Drawer) blir hon och Charlie ihop igen. Emellertid utnyttjar hon honom skamlöst för hans pengar och skadar honom dessutom när de har sex. Sent omsider inser Charlie vad alla andra har förstått för länge sedan och avbryter relationen. Efter ett samtal med Alan på balkongen, ångrar Charlie sig dock och vill vinna henne tillbaka. Han är så uppslukad av tanken, att han springer rakt genom balkongens glasdörr och hamnar på sjukhuset. När Courtney besöker Charlie på sjukhuset, förkunnar han sin kärlek för henne. |                                          |               |                                                |                   |                  |            |
| 172 | "Dead from the Waist Down"               | James Widdoes | Susan Beavers, David Richardson och Don Reo    | 6 december 2010   | 11 april 2011    | 811        |
| Alan är som vanligt pank och har inte råd att ge Lyndsey en fin födelsedagspresent. Han försöker att tjäna pengar genom att erbjuda massage i ett köpcentrum, och använder de pengar han har tjänat till att köpa ett pärlhalsband – som sedermera visar sig vara gjort av minttabletter. Han avböjer att ta emot pengar från Charlie med motiveringen att de är för Lyndsey; om de vore för honom själv skulle han inte ha några som helst betänkligheter. Senare stjäl Alan ett par örhängen från Judith, vilket ger honom problem när de båda paren möts på en restaurang. Courtney låter Jake vara hennes chaufför när hon åker för att handla kläder i Charlies bil och med dennes kreditkort, trots att Charlie inte vill låta Jake köra hans bil. |                                          |               |                                                |                   |                  |            |
| 173 | "Chocolate Diddlers or My Puppy’s Dead"  | James Widdoes | Chuck Lorre                                    | 13 december 2010  | 11 april 2011    | 812        |
| Courtney och Charlie har tröttnat på att ha sex med varandra, och avbryter således sitt förhållande. Under de närmaste dagarna blir Charlies beteende alltmer oberäkneligt, och när han märker hur irriterad hans omgivning blir, beslutar han sig för att besöka sin psykolog, Dr. Freeman (Jane Lynch). |                                          |               |                                                |                   |                  |            |
| 174 | "Skunk, Dog Crap and Ketchup"            | James Widdoes | Alissa Neubauer                                | 3 januari 2011    | 18 april 2011    | 813        |
| Lyndsey och Charlie blir bra vänner när de inser att de båda har intresse av idrottsvadslagning. När Alan får reda på att Charlie gillar Lyndsey, blir han paranoid emedan Charlie tidigare har stulit många kvinnor från honom. Alan och Lyndsey grälar när hon vill bjuda Charlie till en fest i sitt nya hus. Alan kommer inte på festen, utan står utanför fönstret och spionerar på Lyndsey och Charlie. Helt oförhappandes dyker en skunk upp som utsöndrar sitt illaluktande sekret över Alan. Senare skämmer han ut både sig och Lyndsey inför alla hennes gäster. På ett kafé försöker Charlie att få Lyndsey att ge Alan en andra chans, men med osäker framgång emedan Alan dyker upp och, i tron att de båda träffas med amorösa intentioner, öser skymford över dem.                                                                                            |                                          |               |                                                |                   |                  |            |
| 175 | "Lookin' For Japanese Subs"              | James Widdoes | Chuck Lorre & Lee Aronsohn                     | 17 januari 2011   | 18 april 2011    | 814        |
| Charlie börjar förfölja den nygifta Rose, och Alan oroar sig över att Jake och Eldrigde har börjat spela in farliga stuntsfilmer. |                                          |               |                                                |                   |                  |            |
| 176 | "Three Hookers and a Philly Cheesesteak" | James Widdoes | Eddie Gorodetsky & Jim Patterson               | 7 februari 2011   | 25 april 2011    | 815        |
| Alans kiropraktiska verksamhet förvandlas till ett Ponzisystem, och Charlie och Rose fortsätter att träffa varandra. |                                          |               |                                                |                   |                  |            |
| 177 | "That Darn Priest"                       | James Widdoes | Chuck Lorre & Lee Aronsohn                     | 14 februari 2011  | 25 april 2011    | 816        |
| Alan möter Roses "man" efter att hon avslöjat hans Ponzisystem. |                                          |               |                                                |                   |                  |            |

### Säsong 9
| Nr | Titel                              | Regissör      | Författare                                                  | Sändes i USA      | Sändes i Sverige |
| --- | ---------------------------------- | ------------- | ----------------------------------------------------------- | ----------------- | ---------------- |
| 178 | "Nice to Meet You, Walden Schmidt" | James Widdoes | Chuck Lorre, Lee Aronsohn, Eddie Gorodetsky & Jim Patterson | 19 september 2011 | 10 oktober 2011  |
| Efter att Charlie har dött måste Alan sälja huset och han träffar på Walden Schmidt som vill köpa huset. |                                    |               |                                                             |                   |                  |
| 179 | "People Who Love Peepholes"        | James Widdoes | Chuck Lorre, Lee Aronsohn, Eddie Gorodetsky & Jim Patterson | 26 september 2011 | 17 oktober 2011  |
| Walden tar hjälp av Alan då han ska träffa sitt ex, Bridget. |                                    |               |                                                             |                   |                  |
| 180 | "Big Girls Don't Throw Food"       | James Widdoes | Chuck Lorre & Andrew J. B. Aronsohn                         | 3 oktober 2011    | 24 oktober 2011  |
| Walden går på dejt med Bridget och Jake tänker sluta skolan. |                                    |               |                                                             |                   |                  |
| 181 | "Nine Magic Fingers"               | James Widdoes | Eddie Gorodetsky & Jim Patterson                            | 10 Oktober 2011   | 31 oktober 2011  |
| Walden letar efter en ny tjej och Alan försöker dejta Lyndsey. |                                    |               |                                                             |                   |                  |
| 182 | "A Giant Cat Holding A Churro"     | James Widdoes | Chuck Lorre, Lee Aronsohn, Eddie Gorodetsky & Jim Patterson | 17 oktober 2011   | 7 november 2011  |
| Då Alan får reda på att Lindsney är med i en porrfilm anordnar Walden en fest. |                                    |               |                                                             |                   |                  |
| 183 | "The Squat and the Hover"          | James Widdoes | Chuck Lorre, Lee Aronsohn, Eddie Gorodetsky & Jim Patterson | 24 oktober 2011   |                  |
| Walden bestämmer sig för att börja ett nytt liv och hamnar hos Charlie's gamla psykolog. |                                    |               |                                                             |                   |                  |
| 184 | "Those Fancy Japanese Toilets"     | James Widdoes | Chuck Lorre & Lee Aronsohn                                  | 31 oktober 2011   |                  |
| Alan får tag på Charlies gamla "dagbok" där han får se en helt ny sida av sin avlidne bror. Walden ska renovera huset och tar hjälp av Alans mamma Evelyn. Jakes kompis, Megan, är intresserad av Walden, som nobbar henne, och det slutar med att hon nöjer sig med Jake. |                                    |               |                                                             |                   |                  |
| 185 | "Thank You For The Intercourse"    | James Widdoes | Chuck Lorre & Susan McMartin                                | 7 november 2011   |                  |
| Walden börjar renovera Charlies gamla hus vilket gör att Alan tappar förståndet, vilket leder till att han hamnar på psykhem. |                                    |               |                                                             |                   |                  |
| 186 | "Frodo's Headshots"                | James Widdoes | Chuck Lorre & Lee Aronsohn                                  | 14 november 2011  |                  |
| Efter att Alan lämnat psykhemmet sätter flera livsutmaningar honom på prov. |                                    |               |                                                             |                   |                  |
| 187 | "Fishbowl Full of Glass Eyes"      | James Widdoes | Chuck Lorre & Gemma Baker                                   | 21 november 2011  |                  |
| Walden träffar en brittisk kvinna, Zoey, men ingen av dem är säker på att han är redo att åter komma in i datingvärlden |                                    |               |                                                             |                   |                  |
| 188 | "What A Lovely Landing Strip"      | James Widdoes | Chuck Lorre & Lee Aronsohn                                  | 5 december 2011   |                  |
| Walden försöker göra sitt bästa för att imponera på sin nya kärlek då hans exfru Bridget dyker upp och vill börja om. |                                    |               |                                                             |                   |                  |
| 189 | "One False Move, Zimbabwe!"        | James Widdoes | Chuck Lorre & Lee Aronsohn                                  | 12 december 2011  |                  |
| Waldens mor kommer på besök och avslöjar en hemlighet om Waldens förflutna. |                                    |               |                                                             |                   |                  |
| 190 | "Slowly and in a Circular Fashion" | James Widdoes | Chuck Lorre & Ashton Kutcher                                | 2 januari 2012    |                  |
| När Waldens ex-fru och hans mor försöker att ta kontrollen över hans företag bestämmer han sig för att försöka värva Alan som sin bundsförvant. |                                    |               |                                                             |                   |                  |
| 191 | "A Possum on Chemo"                | James Widdoes | Susan Beavers & Susan McMartin                              | 16 januari 2012   |                  |
| Zoey försöker tvinga Walden att klippa sitt hår och raka bort skägget. |                                    |               |                                                             |                   |                  |
| 192 | "The Duchess of Dull-in-Sack"      | James Widdoes | Chuck Lorre & Lee Aronsohn                                  | 6 februari 2012   | 5 mars 2012      |
| Walden blir nervös när Zoey inte verkar tycka att deras sex är tilltalande längre så han försöker få henne att bli förtjust i den igen, och de genom att mjuka upp Zoey genom att dela ett par av Bertas specialbakade brownies.                                           |                                    |               |                                                             |                   |                  |
| 193 | "Sips, Sonnets and Sodomy"         | James Widdoes | Eddie Gorodetsky, Jim Patterson, & Don Reo                  | 13 februari 2012  | 12 mars 2012     |
| Spända relationer och bråk mellan tjejerna är resultatet när enorm storm håller Walden, Alan, Zoey och Lyndsey i huset på Alla hjärtans dag. |                                    |               |                                                             |                   |                  |
| 194 | "Not In My Mouth!"                 | James Widdoes | Eddie Gorodetsky, Jim Patterson, & Don Reo                  | 20 februari 2012  |                  |
| Walden och Zoeys relation blir lidande efter att de båda haft en nära döden-upplevelse. |                                    |               |                                                             |                   |                  |